# مارلين موسى
مارلين موسى هي دبلوماسية ناوروية، ولدت في 1961 في ضاحية إيو ‏ في ناورو.